# Crozes-Hermitage
Crozes-Hermitage település Franciaországban, Drôme megyében. Lakosainak száma 653 fő (2022. január 1.). Crozes-Hermitage Saint-Jean-de-Muzols, Érôme, Larnage, Tain-l’Hermitage és Gervans községekkel határos.

## Népesség
A település népességének változása:
| Lakosok száma | 220  | 317  | 375  | 520  | 602  | 635  | 670  | 659  | 657  | 653  |
|               | 1968 | 1982 | 1990 | 2006 | 2013 | 2015 | 2017 | 2019 | 2020 | 2022 |